# Rhimphoctona vancouverensis
Rhimphoctona vancouverensis là một loài tò vò trong họ Ichneumonidae.